# Prionyx judaeus
Prionyx judaeus là một loài côn trùng cánh màng trong họ Sphecidae, thuộc chi Prionyx. Loài này được de Beaumont miêu tả khoa học đầu tiên năm 1968.